# 象潟郵便局
象潟郵便局（きさかたゆうびんきょく）は、秋田県にかほ市にある郵便局。
郵便区番号「018-01」の配達を受け持つ。

## 概要
住所：〒018-0199 秋田県にかほ市象潟町後田52-4

## 郵便区内の無集配郵便局
- 上浜郵便局：〒018-0143　秋田県にかほ市象潟町小砂川小田13-47
- 小滝郵便局：〒018-0153　秋田県にかほ市象潟町小滝北田13
- 洗釜簡易郵便局：〒018-0135　秋田県にかほ市象潟町洗釜砂山4-26

## 沿革
- 1872年（明治5年）旧7月1日 - 鹽越郵便取扱所として開局[2]。
- 1875年（明治8年）1月1日 - 五等郵便局の鹽越郵便局となる[2]。
- 1881年（明治14年）7月 - 四等郵便局となる[2]。
- 1886年（明治19年）
  - 2月16日 - 貯金預所設置[3]。
  - 4月26日 - 三等郵便局となる[4]。
- 1888年（明治21年）6月1日 - 郵便為替事務開始[5]。
- 1893年（明治26年）
  - 3月1日 - 鹽越郵便電信局と改称し、電信取扱開始[6]。
  - 5月1日 - 電信為替事務開始[7]。
- 1896年（明治29年）7月1日 - 小包郵便取扱開始[8]。
- 1897年（明治30年）7月1日 - 象潟郵便電信局に改称[9]。
- 1903年（明治36年）4月1日 - 通信官署官制の施行に伴い象潟郵便局となる[10]。
- 1912年（大正元年）
  - 9月1日 - 特設電話加入申請受理開始[11]。
  - 11月1日 - 電話通話事務開始[12]。
- 1913年（大正2年）1月1日 - 電話交換業務開始、託送電報も取扱う[13]。
- 1921年（大正10年）11月15日 - 陸羽西線（現羽越本線）吹浦-象潟間開通に伴い鉄道郵便線路開通、その受渡局となる[14]。
- 1927年（昭和2年）2月6日 - 集配区内に上浜郵便取扱所設置[15]。
- 1929年（昭和4年）4月1日 - 上浜郵便取扱所を上浜郵便局（三等、無集配）に改定[16]。
- 1934年（昭和9年）2月21日 - 集配区内に羽後上郷郵便取扱所設置[17]。
- 1935年（昭和10年）7月21日 - 羽後上郷郵便取扱所を羽後上郷郵便局（三等、無集配）に改定[18]、電信及び電話通話事務開始[19]、電話交換業務開始[20]。
- 1936年（昭和11年）10月11日 - 羽後上郷郵便局にて集配事務開始[21]。
- 1952年（昭和27年）5月1日 - 象潟郵便局と羽後上郷郵便局にて風景入通信日附印使用開始[22]。
- 1963年（昭和38年）3月30日 - 郵便区内に洗釜簡易郵便局開局[23]。
- 1969年（昭和44年）10月19日 - 象潟郵便局と羽後上郷郵便局にて電話交換及び和文電報配達業務廃止、象潟電報電話局に移管[24]。
- 1973年（昭和48年）4月1日 - 羽後上郷郵便局が小滝郵便局に改称[25]。
- 1982年（昭和57年）4月20日 - 風景入通信日附印使用開始、旧来のものは19日限り廃止[26]。
- 1984年（昭和59年）2月1日 - 鉄道郵便受渡廃止[27]。
- 1987年（昭和62年）10月19日 - 小滝郵便局の集配事務廃止、象潟郵便局が継承[28]。
- 2001年（平成13年）4月2日 - 洗釜簡易郵便局が由利郡象潟町洗釜砂山4-3から由利郡象潟町洗釜砂山4-26に移転[29]。
- 2005年（平成17年）10月1日 - 象潟町が合併し、にかほ市の郵便局となる[30]。

## 周辺
- 秋田銀行象潟支店